# Elena del Palatinado
Elena del Palatinado (9 de febrero de 1493, Heidelberg - 4 de agosto de 1524, Schwerin) fue un miembro de la rama del Palatinado-Simmern de la Casa de Wittelsbach y Condesa Palatina de Simmern por nacimiento y por matrimonio Duquesa de Mecklemburgo.

## Biografía
Elena era hija del Elector Palatino Felipe (1448-1508) de su matrimonio con Margarita (1456-1501), hija del Duque Luis IX de Baviera-Landshut.
Se casó el 15 de junio de 1513 en Wismar con el Duque Enrique V de Mecklemburgo (1479-1552). Fineke von Greese tuvo que ser advertida de no llevar su mejor vestido, para no eclipsar a la novia. La boda tuvo un esplendor que nunca se había visto antes, y asistieron muchos príncipes imperiales.
Elena murió en 1524 y fue enterrada en la Catedral de Schwerin. Fue el primer miembro de la familia ducal en ser enterrado en Schwerin, hasta entonces los duques y duquesas habían sido enterrados en el Doberan Minster. Su epitafio fue creado por Peter Vischer el Viejo. Hasta 1845, estaba añadido a la pared detrás del altar; hoy se localiza en el pasaje sur, junto a la entrada.

## Hijos
De su matrimonio, Elena tuvo los siguientes hijos:
- Felipe (1514-1557), Duque de Mecklemburgo
- Margarita (1515-1559)

se casó en 1537 con el Duque Enrique II de Münsterberg Oels (1507-1548)
- Catalina (1518-1581)

casada en 1538 con el Duque Federico III de Legnica (1520-1570)